# 당진군 갑
당진군 갑은 대한민국의 옛 국회의원 선거구이다. 당시 충청남도 당진군의 일부 지역을 관할했다.

## 역사
제4대 국회의원 선거를 앞두고 당진군 선거구가 갑, 을로 분구되면서 신설되었다. 신설 당시 당진군 당진면, 고대면, 석문면, 송산면, 정미면, 대호지면 지역을 관할했다.
제6대 국회의원 선거를 앞두고 당진군 갑, 을 선거구가 통합되어 당진군 단독 선거구를 이루게 됨에 따라 폐지되었다.

## 역대 국회의원
| 선거   | 정당 | 정당   | 의원   |
| ------ | ---- | ------ | ------ |
| 1958년 |      | 자유당 | 인태식 |
| 1960년 |      | 민주당 | 이규영 |

## 역대 선거 결과

### 대한민국 제4대 국회의원 선거
|  | 63.60% |

|  | 36.39% |

### 대한민국 제5대 국회의원 선거
|  | 51.13% |

|  | 39.28% |

|  | 9.57% |